# Лице и наличје (ТВ филм)
„Лице и наличје” је југословенски ТВ филм из 1965. године. Режирао га је Дејан Ђурковић који је написао и сценарио.

## Улоге
| Глумац         | Улога |
| -------------- | ----- |
| Снежана Никшић |       |
| Зоран Ратковић |       |
| Никола Симић   |       |